# Antoine Desgodets
Antoine Desgodets, architecte français, né à Paris en 1653, mort le 20 mai 1728. 
Il a aussi écrit son nom Desgodetz. Par erreur, à la suite du nom de son petit-fils François Antoine Babuty qui se faisait appeler François Antoine Babuty-Desgodets,  on trouve des éditions de ses livres sur des sites web sous le nom d’Antoine Babuty Desgodetz.

## Biographie
Son père était ébéniste.
Reçu à l'Académie royale d'architecture en 1694.
Après un séjour à Rome en 1676-1677, à la demande de Jean-Baptiste Colbert, il fit graver et publier aux frais du roi les dessins qu'il en avait rapportés : Les Édifices antiques de Rome, dessinés et mesurés très exactement, 1682, in-folio. Les gravures furent réalisées par de grands artistes de l'époque comme Jean et Pierre Lepautre, Sébastien Leclerc ou Daniel Marot. Parmi les édifices étudiés on trouve le Panthéon, le Colisée, le théâtre de Marcellus, la basilique d'Antonin, plusieurs arcs de triomphe et de nombreux temples comme les temples de Vesta de Rome et de Tivoli. L'ouvrage a connu un grand succès et a été réédité au XVIIIe siècle ; il a fait l'objet de traductions en anglais et en italien (XVIIIe – XIXe siècles).
Peu après, il fut nommé contrôleur des bâtiments du roi pour Chambord, puis à Paris, architecte du roi en 1699, enfin, après la mort de Gabriel-Philippe de La Hire en 1719, il est nommé professeur à l'Académie royale d'architecture où il a enseigné jusqu'à sa mort, en 1728.
Son cours La coutume de Paris sur les édifices & rapports des jurés a été publié par son élève Martin Goupy : Les loix des bâtimens (1748), ouvrage souvent réimprimé et qui faisait encore autorité au XIXe siècle.

## Publications
- Antoine Desgodets, Traité de la commodité de l'architecture concernant la distribution et la proportion des édifices par M. Desgodets architecte du Roy, et professeur de l'Académie royale ; recueillies par Jean Pinard, élève et étudiant de l'Académie royale d'architecture, 382 vues (lire en ligne)
- Antoine Desgodets, Les Édifices antiques de Rome dessinés et mesurés très exactement (fac-similé de l'édition de Jean Baptiste Coignard, Paris, 1682), préface de Pierre Gros, introduction et notices d'Hélène Rousteau-Chambon, Paris, Institut national d'histoire de l'art / Picard, 400 p.  (ISBN 978-2-7084-0824-1) (lire en ligne l'édition de 1682)
- Antoine Desgodets, Les lois des bâtiments suivant la coutume de Paris, 1748 (lire en ligne)

## Famille
- Antoine Desgodets, marié à Madeleine Goujon de la Baronnière. L'inventaire après le décès d'Antoine Desgodets est fait le 17 juin 1728. Celui de son épouse, le 28 septembre 1744.
  - Marguerite Desgodets, mariée en 1715 à François Babuty, dit Babuty père. Marguerite Desgodets meurt en 1717.
    - François Antoine Babuty (1716-1766). Il est élevé par son grand-père. En reconnaissance, il s'est fait appeler Babuty-Desgodets. Il est devenu architecte et a été architecte-juré, expert des bâtiments, architecte du garde-meuble du roi. Il est l'architecte du clocher de l'église Saint-Louis-en-l'Île ;

  - Louis Desgodets, mariée en premières noces à Nicolas Guillaume Daustel, mort en 1713, et en secondes noces à Thomas Joachim Hébert. Décédée en 1724.
  - Antoine Paul Desgodets.
  - Paul Desgodets, prêtre du diocèse de Paris.
  - Madeleine Jeanne Desgodets.